# Janine Lambotte
Pour les articles homonymes, voir Lambotte.
Janine Lambotte, née à Anderlecht le 25 avril 1925 et morte le 19 juillet 2012  à Uccle, est une présentatrice et journaliste de la chaîne de télévision INR puis à la RTB à partir du 31 octobre 1953.

## Biographie
Speakerine depuis les débuts de l'INR en 1953, en compagnie d'Arlette Vincent et Monique Moinet, Janine Lambotte commente l'Exposition universelle de Bruxelles en 1958, pendant plusieurs mois, pour des directs quotidiens d'une heure et demie.  Elle est, en 1961, la première femme en Europe à présenter un journal télévisé,. Elle a aussi officié comme commentatrice pour l'INR et la RTB à l'occasion du Grand Prix de l'Eurovision de la chanson. Elle collabore également à de nombreux hebdomadaires dont le Pourquoi Pas?. Elle est en outre l'auteur de plusieurs essais historiques. Janine Lambotte écrit régulièrement dans le magazine Victoire, supplément week-end du quotidien Le Soir. Dans sa chronique mensuelle « Arrière-pensée », elle livre ses réflexions, toujours teintées d'humour, sur sa vie quotidienne d'une arrière-grand-mère. Elle a également exposé des peintures et collages en 2007, et celles-ci sont reprises dans le catalogue de son exposition, intitulé « Arrières-pensées », édité aux éditions Safran. Elle reviendra dans les années 1990, en tant que chroniqueuse, dans les émissions animées par Carlos Vaquera Carlos et les autres et La Bande à Carlos.
Janine Lambotte meurt le 19 juillet 2012.
Le parquet procédera à une autopsie avant la crémation, à la suite d'une dénonciation anonyme d'empoisonnement à la morphine.